# Evergreen (Montana)
Evergreen es un lugar designado por el censo ubicado en el condado de Flathead en el estado estadounidense de Montana. En el Censo de 2010 tenía una población de 7616 habitantes y una densidad poblacional de 333,59 personas por km².

## Geografía
Evergreen se encuentra ubicado en las coordenadas 48°13′49″N 114°16′16″O / 48.23028, -114.27111. Según la Oficina del Censo de los Estados Unidos, Evergreen tiene una superficie total de 22.83 km², de la cual 22.3 km² corresponden a tierra firme y (2.31%) 0.53 km² es agua.

## Demografía
Según el censo de 2010, había 7616 personas residiendo en Evergreen. La densidad de población era de 333,59 hab./km². De los 7616 habitantes, Evergreen estaba compuesto por el 94.52% blancos, el 0.21% eran afroamericanos, el 1.54% eran amerindios, el 0.43% eran asiáticos, el 0.05% eran isleños del Pacífico, el 0.59% eran de otras razas y el 2.65% pertenecían a dos o más razas. Del total de la población el 2.82% eran hispanos o latinos de cualquier raza.